# Refeudalisierung
Als Refeudalisierung oder Re-Feudalisierung (englisch refeudalization) bezeichnen einige Sozialwissenschaftler im engeren Sinne die Wiederherstellung einer feudalen Ordnung, also die Rückkehr zu originären, nicht analogen Formen feudaler Organisation von Politik, Wirtschaft und Gesellschaft.
Im weiteren Sinne wird der Begriff auch gebraucht, um die Einführung originärer oder analoger Mechanismen und Beziehungen in der modernen Phase der Wirtschaftsentwicklung negativ zu kennzeichnen, die an den mittelalterlichen europäischen Feudalismus oder einem feudalistischen Idealtypus erinnern. In diesem weiteren Sinne überschneidet sich der Begriff Refeudalisierung mit Neo-Feudalismus.

## Geschichtsschreibung des 17. Jahrhunderts
Der Prozess der Refeudalisierung wird auch in der europäischen Geschichtsschreibung des siebzehnten Jahrhunderts verwendet. Der Begriff wurde von den italienischen marxistischen Historikern Ruggiero Romano und Rosario Villari berühmt gemacht, um die sozialen Bedingungen hinter dem Aufstand in Neapel 1647 unter Führung von Masaniello zu beleuchten. Das Konzept wurde von Gramscis Ideen, den historiographischen Debatten der 1950er und 1960er Jahre, die sich auf Eric Hobsbawms „Allgemeine Krise“ des siebzehnten Jahrhunderts konzentrierten, sowie der italienischen Politik der 1960er Jahre beeinflusst.
Villari benutzte sie ganz gezielt in Bezug auf den zunehmenden Druck in den sechs Jahrzehnten vor dem Aufstand von 1647, in denen sich die Bauernschaft und die unteren Mittelschichten gegen die feudale Aristokratie und die internationalen Finanziers auflehnten. Auslöser des Prozesses war der Geldbedarf des königlichen Staates. Die spanische Krone durchsetzte das Bürgertum mit reichen Kaufleuten und Finanziers, die die adelige Ordnung verstärkten.
Fernand Braudel fand den „klarsten Fall von Refeudalisierung“ im spanischen besetzten Neapel des 17. und 18. Jahrhunderts. Die Monarchie hatte durch den Verkauf von Feudaltiteln Kapital beschafft, was auf lange Sicht die fiskalische Belastung der Armen auf dem Land durch das Seigneurialregime erhöhte, da die Adeligen von der Steuerzahlung an das Vizekönigreich befreit waren. Die Refeudalisierung in einem allgemeineren Sinn wurde zur Erklärung des gescheiterten Übergangs Italiens zum modernen Kapitalismus herangezogen. Obwohl Italien bei der kommerziellen Revolution eine Vorreiterrolle spielte, vernachlässigten die Feudalherren die Geschäftsmöglichkeiten, um die Produktionsprozesse zu erneuern und weiter zu rationalisieren.

## Zweite Leibeigenschaft
Die Institution der Leibeigenschaft hielt sich bei den adligen Großgrundbesitzern in der historischen Region Mittel-Osteuropa bis nach der Mitte des 19. Jahrhunderts, während außerhalb ihrer Ländereien bereits die Lohnarbeit vorherrschte. Mit der Einführung und Ausweitung neuer Anbaumethoden durch ebendiese Grundherren zur Steigerung der Produktivität in der Landwirtschaft verlor die Subsistenzwirtschaft der freien Bauerngemeinden ihre Existenzgrundlage. Die Landarbeiter waren gezwungen, erneut ihre Freiheit aufzugeben und sich als Leibeigene zu verdingen. Diese Entwicklung wurde als „Refeudalisierung“ oder auch als „zweite Leibeigenschaft“ bezeichnet.

## Soziologie

### Neckel
In der Soziologie wurde der Begriff »Refeudalisierung« von Sighard Neckel eingeführt, mit der Bedeutung einer ständischen Verfestigung sozialer Herkunft.

### Habermas
Jürgen Habermas’ Theorie der Öffentlichkeit basiert auf seinen Forschungen über die bürgerliche Klasse des achtzehnten Jahrhunderts in Großbritannien, Frankreich und Deutschland; sein Schlüsselwerk zum Thema ist Strukturwandel der Öffentlichkeit (1962). Der gewonnene Raum für die Öffentlichkeit kommt in private Hände zurück, einen Prozess, diesen Prozess beschreibt er als „Refeudalisierung der öffentlichen Sphäre“. „Habermas diskutierte die zangenartige Bewegung, in der der spätmoderne Konsumkapitalismus versucht, uns einerseits zu unreflektierten Massenkonsumenten zu machen, während politische Akteure, Interessengruppen und der Staat versuchen, uns andererseits zu unreflektierten Massenbürgern zu machen“.
Für Habermas ist die „Öffentlichkeit“ „ein Raum, in dem alle Bürger kritisch, substantiell und rational über öffentliche Politik debattieren können“ (obwohl dieser nicht unbedingt in einem einzigen physischen Raum existiert: er kann auch z. B. durch Zeitungen konstituiert werden). In ihrer idealen Form besteht die Öffentlichkeit „aus Privatpersonen, die als Öffentlichkeit versammelt sind und die Bedürfnisse der Gesellschaft mit dem Staat artikulieren“. Die öffentliche Sphäre ist die Quelle der öffentlichen Meinung, die benötigt wird, um „die Autorität in einer funktionierenden Demokratie zu legitimieren“. Habermas unterschied zwischen Lebenswelt und System. Die öffentliche Sphäre ist Teil der Lebenswelt und sie ist der unmittelbare Schauplatz des einzelnen gesellschaftlichen Akteurs.
Habermas’ Analyse ist durch die Annahme des Primats der Mündigkeit geprägt; er glaubte, dass sich Öffentlichkeit am effektivsten durch Dialog, Reden, Debatte und Diskussion konstituieren und aufrechterhalten lässt. In seinen weiteren Überlegungen behauptet Habermas, dass die öffentliche Debatte durch „meinungsbildende Vereine“ – das sind freiwillige Vereinigungen, soziale Organisationen wie etwa von Kirchen, Sportvereinen, Gruppen besorgter Bürger, Basisbewegungen, Gewerkschaften, heute würde man sagen: die Zivilgesellschaft – angeregt werden kann, um den Botschaften der Autorität entgegenzuwirken oder sie neu zu gestalten. Diese Öffentlichkeit begann sich erstmals Ende des siebzehnten Jahrhunderts in Großbritannien zu bilden. Das Ergebnis war der Licensing Act (1695), der die Zensur einschränkte.
Wenn dieser öffentliche Diskurs durch die Dominanz privater Medienmonopole eingeschränkt oder bedroht wird, ist das für Habermas eine Indiz für eine Refeudalisierung.

### Globalisierung
Es gibt einen dritten Kontext, den die Soziologen in Anlehnung an Habermas als Re-Feudalisierung bezeichnen, um die gegenwärtigen sozioökonomischen Prozesse in der globalen Wirtschaft zu beschreiben. Die Konzepte überschneiden sich mit Diskussionen des Neomittelalters.
Der Schweizer Soziologe Jean Ziegler verwendet den deutschen Begriff „Refeudalisierung der Gesellschaft“, um die Kräfte hinter der neoliberalen Globalisierung zu beleuchten. In seiner Broschüre „The Empire of Shame“ kritisiert er das neue System der „Refeudalisierung“, das auf Knappheit und Verschuldung basiert. Der Begriff wird im Englischen jedoch typischerweise mit „new feudalization“ übersetzt, was hier die Untergrabung aufklärerischer Werte (Freiheit, Gleichheit und Brüderlichkeit) und die radikale Privatisierung öffentlicher Güter und Dienstleistungen bedeutet.
Vergleichbare Ideen sind von Sighard Neckel und Jakob Tanner entwickelt worden.
Der Historiker und Direktor des CALAS Olaf Kaltmeier erweiterte diesen Ansatz um politisch-kulturelle Dimensionen und wendete ihn auf Lateinamerika an. Dabei verbindet er die extreme soziale Polarisierung der Sozialstruktur mit der ungleichen Landverteilung in Lateinamerika, der räumlichen Segregation in Form von gated communities und Shopping-Center (die oftmals mit retro-kolonialen Architekturen einhergehen), einer extraktivistischen Ökonomie mit Akkumulation durch Enteignung sowie einer Verdoppelung der ökonomischen durch politische Macht in Form von Millionären, die wie Mauricio Macri oder Sebastián Pineira, Präsidenten werden.